# Aeropuerto Internacional Amado Nervo
El Aeropuerto Internacional Amado Nervo o Aeropuerto Internacional de Tepic-Riviera Nayarit (Código IATA: TPQ, código OACI: MMEP, código DGAC: TNY) es un aeropuerto internacional ubicado a 16 km (kilómetros) de la ciudad de Tepic, muy cerca del poblado de Pantanal, en el municipio de Xalisco, en el estado de Nayarit, México. Es operado por el Grupo Aeroportuario Turístico Mexicano, una empresa de participación público-privada.

## Información

Torre de control del aeropuerto.

Llegadas internacionales, zona de migración.

El aeropuerto fue incorporado a la red ASA en 1991, cuenta con una superficie de 414 hectáreas aproximadamente y su plataforma para la aviación comercial es de 16,200 metros cuadrados; además tiene tres posiciones y una pista de 3,100 metros de longitud, los cuales la ubican como la decimotercera pista más larga del país, misma que es apta para recibir aviones tipo Boeing familia Dreamliner y Airbus A321. 
El aeropuerto fue base de la aerolínea Transportes Aéreos de Nayarit hasta 1999, cuando cerró sus operaciones.
Posee estacionamiento propio, con capacidad de 144 lugares. Además ofrece el servicio de transportación terrestre y renta de vehículos.
En 2021, Tepic recibió a 171,998 pasajeros, mientras que en 2022 recibió a 205,617 pasajeros, según datos publicados por Aeropuertos y Servicios Auxiliares.
Fue declarado oficialmente como aeropuerto internacional el 15 de diciembre de 2009 en el Diario Oficial de la Federación.
Su horario de operación oficial es de las 6:00 a las 21:00 horas.
Para el apoyo en situaciones de emergencia, el aeropuerto dispone de un edificio para el CREI (Cuerpo de Rescate y de Extinción de Incendios).
Este aeropuerto es el más importante de todo el estado de Nayarit, y recibe su nombre del poeta Amado Nervo, nacido en la ciudad.

## Expansión y renovación
El 22 de septiembre de 2021, el presidente Andrés Manuel López Obrador anunció una inversión en la modernización del Aeropuerto Internacional de Tepic la cual tendrá la construcción de una nueva torre de control, la modernización de la terminal actual, que pasará a ser terminal de aviación privada y un nuevo edificio terminal capaz de recibir hasta 4 millones de pasajeros anuales.
Los trabajos que se ejecutarán son los siguientes: 
- Ampliación de la pista, pasando de 2,300 metros a 3,100 metros, así como la rehabilitación de 105,000 metros cuadrados de pavimento.
- Nueva torre de control de 48 metros de altura.[6]
- Ampliación de la plataforma comercial en 35,000 metros cuadrados, con más de 12,500 metros cuadrados en concreto hidráulico.
- Nuevo edificio terminal de 17,000 metros cuadrados.
- 4 nuevos puentes de embarque.
- Las posiciones de contacto pasarán de ser 3 a 8.
- Nueva calzada de acceso al aeropuerto con glorietas y camellones arbolados, así como estacionamientos de corta y larga estancia y para empleados.
- Modernización del edificio terminal actual, mismo que se convertirá en la terminal de aviación privada una vez concluyan los trabajos de la nueva terminal comercial.

## Aerolíneas y destinos

Lado aire del aeropuerto.

### Pasajeros
| Destinos por aerolínea                                                                                | Destinos por aerolínea                                                   | Destinos por aerolínea |
| --- | ------------------------------------------------------------------------ | ---------------------- |
| Aéreo Servicio Guerrero                                                                               | Estacional: Puerto Balleto                                               |                        |
| Aeroméxico Connect                                                                                    | Ciudad de México                                                         |                        |
| Air Canada                                                                                            | Estacional: Vancouver (inicia el 17 de diciembre de 2025)                |                        |
| United Express                                                                                        | Estacional: Houston-Intercontinental (inicia el 20 de diciembre de 2025) |                        |
| Viva                                                                                                  | Ciudad de México–AIFA                                                    |                        |
| Volaris                                                                                               | Los Ángeles, Tijuana                                                     |                        |
| WestJet                                                                                               | Estacional: Calgary (inicia el 13 de diciembre de 2025)                  |                        |
| Total: 8 destinos (4 nacionales, 4 internacionales), 7 aerolíneas (4 nacionales y 3 internacionales). |                                                                          |                        |

### Destinos nacionales
Se brinda servicio a 4 destinos dentro del país por medio de 4 aerolíneas. El destino de Aeroméxico es operado por Aeroméxico Connect.
| Ciudad de México (MEX) |   |   | • |   | 1 |
| Ciudad de México (NLU) | • |   |   |   | 1 |
| Puerto Balleto (MM40)  |   |   |   | • | 1 |
| Tijuana (TIJ)          |   | • |   |   | 1 |
| Total                  | 1 | 1 | 1 | 1 | 4 |

### Destinos internacionales
Se brinda servicio a 4 ciudades extranjeras, 2 en Estados Unidos y 2 en Canadá, a cargo de 4 aerolíneas.
| Ciudades                                                   | Nombre del aeropuerto                   | Aerolíneas                                                      |
| Norteamérica                                               | Norteamérica                            | Norteamérica                                                    |
| ---------------------------------------------------------- | --------------------------------------- | --------------------------------------------------------------- |
| Canadá (2 destinos [estacionales], 2 aerolíneas)           |                                         |                                                                 |
| Calgary                                                    | Aeropuerto Internacional de Calgary     | WestJet (Estacional) (inicia el 13 de diciembre de 2025)        |
| Vancouver                                                  | Aeropuerto Internacional de Vancouver   | Air Canada (Estacional) (inicia el 17 de diciembre de 2025)     |
| Estados Unidos (2 destinos [1 estacional], 2 aerolíneas)   |                                         |                                                                 |
| Houston                                                    | Aeropuerto Intercontinental George Bush | United Express (Estacional) (inicia el 20 de diciembre de 2025) |
| Los Ángeles                                                | Aeropuerto Internacional de Los Ángeles | Volaris                                                         |
| Total: 4 destinos (3 estacionales), 2 países, 4 aerolíneas |                                         |                                                                 |

## Estadísticas

### Tráfico anual
Según datos publicados por la Agencia Federal de Aviación Civil, en 2022 el aeropuerto recibió 205,617 pasajeros, un incremento del 19.55% respecto al año anterior. 
| Año  | Pasajeros totales | cambio en % |
| 2006 | 96 588            | Sin cambios |
| 2007 | 122 751           | 27.09 %     |
| 2008 | 91 810            | 25.21 %     |
| 2009 | 44 966            | 51.02 %     |
| 2010 | 37 503            | 16.60 %     |
| 2011 | 41 889            | 11.70 %     |
| 2012 | 50 742            | 21.13 %     |
| 2013 | 88 417            | 74.25 %     |
| 2014 | 111 253           | 25.83 %     |
| 2015 | 113 043           | 1.61 %      |
| 2016 | 148 367           | 31.25 %     |
| 2017 | 142 051           | 4.26 %      |
| 2018 | 163 183           | 14.8 %      |
| 2019 | 210 545           | 29.02 %     |
| 2020 | 132 588           | 37.03 %     |
| 2021 | 171 998           | 29.72 %     |
| 2022 | 205 617           | 19.55 %     |
| 2023 | 244 531           |             |
| 2024 | 211 447           |             |
| ---- | ----------------- | ----------- |

## Aerolíneas que volaban anteriormente a TPQ
| Aerolíneas                                                  |
| ----------------------------------------------------------- |
| Avolar, Aerocalifornia, TAR, Aerolitoral, Aeromar, Nova Air |

## Accidentes e incidentes
- El 28 de mayo de 2022 una aeronave Piper PA-34-220T Seneca III con matrícula XB-GDL que operaba un vuelo privado entre el Aeropuerto de Tepic y el Aeródromo de Mesa del Nayar tuvo que realizar un "hard landing" en el aeródromo de destino debido a los fuertes vientos en la zona, causando que la aeronave se despistara hasta detenerse con el cerco perimetral de una escuela, dejando a la aeronave con daños sustanciales y quedando lesionados el piloto, la alcaldesa de Tepic Geraldine Ponce y 4 miembros de su equipo.[10][11][12]

## Aeropuertos cercanos
Los aeropuertos más cercanos son:
- Aeropuerto Internacional de Puerto Vallarta (92 km)
- Aeropuerto Internacional de Guadalajara (187 km)
- Aeropuerto Internacional General Rafael Buelna (243 km)
- Aeropuerto Internacional de Manzanillo (254 km)
- Aeropuerto Internacional de Aguascalientes (263 km)